# Сърдечни тонове
Сърдечни тонове са звуците, които се чуват при аускултация (преслушване) със стетоскоп (слушалка) на сърцето и са резултат на механичната работа на сърдечните клапи. Различават се нормални тонове, шум на сърцето и галоп. Колоквиално (на разговорен език) сърдечните тонове се наричат „биене на сърцето“.

## Нормални тонове
Нормалните сърдечни тонове са два: S1 и S2. Ритъмът на тоновете е:
- (1.) S1,
- (2.) S2,
- (3.) пауза;

и съответства на:
- (А.) затваряне на атриално-вентрикуларните (трикуспидна и митрална) клапи, начало на систола
- (Б.) следвани от изпомпване на кръвта от камерите, затваряне на Полулунните клапи на аортата и пулмонарната артерия и край на систола
- (В.) отпускане на камерите, пауза: диастола.

## Допълнителните тонове S3и S4

### Трети сърдечен тон
...наричан протодиастолен галоп или вентрикуларен галоп, се запомня лесно с думата „Кен-тъ-ки“, където „кен“ е S1, ударението „тъ“ е S2 (силният звук от затваряне на полумесечните клапи) и се изпраща от допълнителна сричка „ки“. Третият тон няма клапанен произход. Безобиден е при млади и активни хора, но с напредване на възрастта може да е сигнал за дилатирани кардиомиопатии и сърдечна недостатъчност. Смята се, че се получава от турбуленция на кръв останала в камерите или нахлуваща рано от предсърдията. Възможна друга причина за този звук е реверберация от пренатегнатите нишки chordae tendineae, държащи клапите.

### Четвърти сърдечен тон
...се нарича пред-систолен и атриален галоп и предшества S1 и S2. Подобно на третия шум, лесно е да се запомни с думата „Те-не-си“, където ударението, края на систола, пада върху S2, а S4 е първата сричка „Те“. При деца и тренирани атлети този звук е безобиден, но с напреднала възраст е симптом на ригдна камера и декомпенсирана лява камера.

### Шести сърдечен тон
Шестият сърдечен тон или тон на Митев се открива от българския кардиоревматолог Иван Митев през 1973 г.
| „ | В началото на 1972 г. при фонокардиография на деца с недостатъчност на аортната клапа ни обърна внимание регистрацията на нискофреквентни телесистолични добавъчни колебания под формата на 1 – 2 зъбеца, откъснати от I и II тон… За изясняване на находката направихме поликардиографско изследване на 26 души с изолирана недостатъчност на аортната клапа. При 12 от тях се записа допълнителен нискофреквентен тон. Тъй като такъв тон се записва и у здрави, счетохме, че е правилно да се нарича шести сърдечен тон. | “ |

## Шумове на сърцето
...отразяват турбулентни потоци опитващи се да навлязат или да напуснат камерите на сърцето. Шумовете може да са физиологически безобидни, но при тежки случаи и силни шумове може да се налага смяна на сърдечни клапи. Клапанна недостатъчност или стеноза се диагностицират лесно с преслушване съдечните тонове на пациента.
- Недостатъчност на клапите води до обратен кръвен поток, който се чува като ниско-честотно мелодично „свирене“ подобно на провлачено „Ш“ по веме на систола, ако засяга атрио-вентрикуларните (големи) клапи и по време на диастола, ако засяга полумесечните (малки) клапи на аортата и белодробната артерия.
- Стенозата подобно на недостатъчността на клапите виляе на шумовете, като при тях са разменени времевите параметри: големите клапи шумят по време на напълване – диастола, а малките по време на систола. Звукът от стеноза е по-високочестотен.
- При калциране на листчетата на клапите се чува характерно тракане (клик) по средата на систола.